# Manoel Schwartz
Manoel Schwartz (São Paulo, 25 de novembro de 1918 - Rio de Janeiro, 24 de dezembro de 2003) foi um dirigente esportivo brasileiro, que se notabilizou por presidir o Fluminense Football Club em duas ocasiões, nas décadas de 1980 e 1990.  
Em sua primeira gestão à frente do tricolor carioca, o Fluminense venceu as edições do Campeonato Carioca de 1984 e de 1985, além do Campeonato Brasileiro de 1984, sendo esses considerados os títulos mais importantes conquistados por Schwartz como dirigente.
O Estádio de Laranjeiras em 2004 foi rebatizado em sua homenagem, passando a se chamar Estádio Manoel Schwartz.

## Biografia
Nascido na cidade de São Paulo, tricolor desde a juventude, Manoel Schwartz casou-se com Regina Stratievky. Formou-se em Administração de Empresas, iniciando sua carreira na Shell do Brasil, aposentando-se no cargo de Gerente Financeiro. Também trabalhou no Banco Safra, adquiriu a Corretora de Títulos e Valores Garantia, e posteriormente trabalhou por muito tempo com turismo e câmbio financeiro, junto com o seu filho, André.
Schwartz foi um dos dirigentes mais vitoriosos da história do Fluminense, assumindo o cargo em dois momentos, entre 1984-1987 e em 1998-1999.
Venceu as eleições para a presidência e assumiu em 26 de janeiro de 1984 substituindo Sylvio Kelly dos Santos, em seu primeiro mandato venceu os Campeonatos Cariocas de 1984 e 1985, vencendo dois dos três títulos do tricampeonato entre 1983-1985, o último que o Fluminense conseguiu conquistar, além disso era o presidente do título do Campeonato Brasileiro de 1984, sua principal conquista pelo clube, Schwartz ficou conhecido por investir bastante no departamento de futebol do clube, trazendo jogadores como Romerito, na época o maior jogador da seleção paraguaia e por bancar o técnico Carlos Alberto Parreira, na época em início de carreira, seu último título foi a Copa Kirin, realizada no Japão, no início de 1987.
Em 4 de agosto de 1998, o presidente Álvaro Barcelos renuncia seis meses antes de terminar o mandato (4 dias depois da estreia com derrota de 3 a 2 para o ABC na Série B), e Schwartz é então eleito por aclamação: em 20 de agosto de 1998 assume o cargo, mas problemas de saúde fizeram o dirigente solicitar uma licença médica logo após a posse. Foi substituído interinamente por David Fischel, seu vice-presidente administrativo, para ficar à frente enquanto ele recuperava-se. Naquela época não existia o vice-presidente geral e o presidente indicava qual dos vices assumiria seu lugar em caso de vacância. Schwartz, apesar de ir ao clube algumas vezes, nunca voltou ao cargo oficialmente. David Fischel presidiu o clube até as novas eleições por ele vencidas. O problema não lhe impediu de assumir o cargo a tempo de encerrar o mandato como campeão da Copa Rio. No meio dessa crise, o Fluminense, que disputava a Série B, caiu para a Série C, na década mais conturbada da história do time.
Em 24 de dezembro de 2003 morreu vítima de uma embolia pulmonar. O Fluminense homenageou-o em 25 de julho de 2004, dando seu nome ao estádio do clube em Laranjeiras, passando a se chamar Estádio Manoel Schwartz.
Manoel Schwartz e David Fischel são os dois presidentes judeus que o Fluminense já teve, com o clube tendo uma história longa história ligada a comunidade judaica do Rio de Janeiro. A ligação do Fluminense com  a comunidade judaica advém desde a Segunda Guerra Mundial, quando o clube doou um avião aos Aliados.